# Tomás Cubelli

a Compétitions nationales et continentales officielles uniquement.

b Matchs officiels uniquement.
Dernière mise à jour le 17 août 2025.
Tomás Cubelli, né le 12 juin 1989 à Buenos Aires, est un international argentin de rugby à XV évoluant au poste de demi de mêlée aux Belgrano Athletic Club.

## Biographie
Tomás Cubelli est le fils d'un ancien joueur de rugby. Il commence sa carrière au même club que lui, le Belgrano Athletic Club. 
En avril 2021, il s'engage pour deux saisons pour le Biarritz olympique. Après deux saisons, il signe aux Miami Sharks.

## Statistiques
Au 7 février 2021, Tomás Cubelli compte 76 sélections avec l'Argentine, dont 32 en tant que titulaire. Il inscrit soixante points qui correspondent à douze essais. Il obtient sa première sélection le 21 mai 2010 lors d'une rencontre contre l'Uruguay.
Il dispute huit éditions du Rugby Championship, en 2013, 2014, 2015, 2016, 2017, 2018, 2019 et 2020. Il compte 33 matchs dans cette compétition, inscrivant deux essais.
Il participe à deux éditions de la coupe du monde , en 2015 et 2019. Il dispute sept matchs en 2015, contre la Nouvelle-Zélande, la Géorgie, les Tonga, la Namibie, l'Irlande, l'Australie et l'Afrique du Sud. Il dispute trois matchs en 2019, contre la France, les Tonga et l'Angleterre.